# Armageddon (2006)
Armageddon (2006) foi um evento pay-per-view promovido pela World Wrestling Entertainment, ocorreu no dia 17 de dezembro de 2006 no Richmond Coliseum em Richmond, Virginia. Esta foi a sétima edição da cronologia do Armageddon.

## Resultados
| #                              | Lutas | Estipulação                                                | Tempo        |
| ------------------------------ | --- | ---------------------------------------------------------- | ------------ |
| Dark                           | Oleg Prudius derrotou Scotty 2 Hotty                                                                                                   | Luta individual                                            | Desconhecido |
| 1                              | Kane derrotou Montel Vontavious Porter.                                                                                                | Luta Inferno                                               | 08:21        |
| 2                              | Paul London e Brian Kendrick (c) derrotaram William Regal e Dave Taylor, MNM (Joey Mercury e Johnny Nitro) e The Hardys (Matt e Jeff). | Fatal Four Way Ladder match pelo WWE Tag Team Championship | 20:13        |
| 3                              | The Boogeyman derrotou The Miz. | Luta individual                                            | 02:51        |
| 4                              | Chris Benoit (c) derrotou Chavo Guerrero (com Vickie Guerrero).                                                                        | Luta individual pelo United States Championship            | 12:14        |
| 5                              | Gregory Helms (c) derrotou Jimmy Wang Yang.                                                                                            | Luta individual pelo Cruiserweight Championship            | 10:51        |
| 6                              | The Undertaker derrotou Mr. Kennedy.                                                                                                   | Luta Last Ride                                             | 19:08        |
| 7                              | Batista e John Cena derrotaram Finlay e King Booker (com Queen Sharmell).                                                              | Luta de duplas                                             | 11:29        |
| (c) - Campeão(s) antes da luta | |                                                            |              |